# Sara Forbes Bonetta
Sara Forbes Bonetta, inaczej Sarah (ur. 1843 w Oke Odan na terenie obecnej Nigerii, zm. 15 sierpnia 1880 na Maderze) – zachodnioafrykańska księżniczka Egbado z ludu Joruba, osierocona w wojnie międzyplemiennej i sprzedana w niewolę.
W wieku dorosłym została uwolniona z niewoli i została chrześniaczką królowej Wiktorii. Wyszła za mąż za kapitana Jamesa Pinsona Labulo Daviesa, bogatego wiktoriańskiego filantropa z Lagos.

## Dzieciństwo

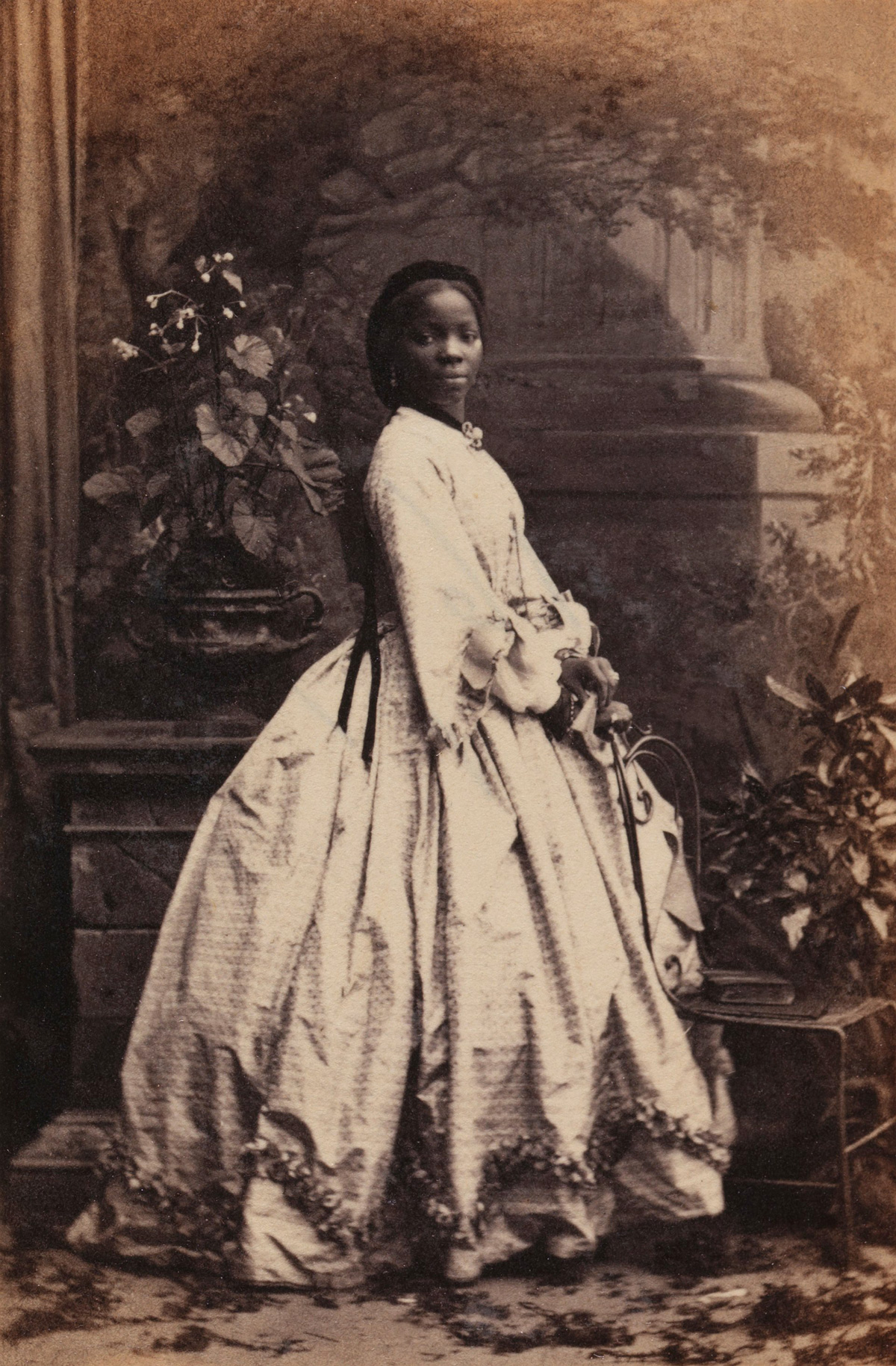
Sarah Forbes Bonetta w 1862

Urodziła się w 1843 roku w Oke-Odan, wiosce Egbado jak Omoba Aina. W 1848 roku Oke-Odan został najechany przez armię Dahomejską; Rodzice Ainy zostali zabici podczas ataku, a ona skończyła na dworze króla Ghezo jako niewolnica. Przeznaczona do stania się ludzką ofiarą, została uratowana przez kapitana Fredericka E. Forbesa z Królewskiej Marynarki Wojennej, który przekonał króla Ghezo z Dahomeju, by ten oddał ją królowej Wiktorii w prezencie.
Forbes nadał jej imię Sara Forbes Bonetta, po sobie oraz po nazwie statku HMS Bonetta, którym dotarli do Wielkiej Brytanii. W 1850 roku poznała królową, która była pod wrażeniem wyjątkowej inteligencji młodej księżniczki, a następnie wychowała ją jako swoją chrześnicę, w brytyjskiej klasie średniej. W 1851 Sara zapadła na przewlekły kaszel, który miał być spowodowany przez klimat Wielkiej Brytanii. Jej opiekunowie wysłali ją do szkoły w Afryce w maju tego samego roku, miała wówczas osiem lat, wróciła do Anglii w 1855 roku. W styczniu 1862 roku została zaproszona na ślub królewskiej córki Wiktorii, księżniczki Alicji.

## Rodzina

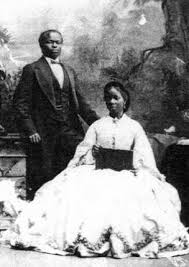
Sara Forbes z mężem, kapitanem Jamesem Pinsonem Labulo Daviesem

Królowa wydała jej pozwolenie na poślubienie kapitana Jamesa Pinsona Labulo Daviesa w kościele św. Mikołaja w Brighton we wschodnim Sussex w sierpniu 1862 roku. Podczas swojego kolejnego pobytu w Brighton mieszkała na 17 Clifton Hill w okolicach Montpelier.
Kapitan Davies był przedsiębiorcą z Yoruby o znacznym majątku. Po ślubie para przeniosła się z powrotem do rodzinnej Afryki, gdzie mieli troje dzieci: Victorię Davies (1863), Arthura Daviesa (1871) i Stellę Davies (1873). Sara Forbes Bonetta nadal utrzymywała bliskie stosunki z królową Wiktorią, do tego stopnia, że ona i biskup Samuel Ajayi Crowther byli jedynymi osobami z Lagos, których marynarka królewska miała stałe rozkazy ewakuacji w przypadku powstania w Lagos. Victoria Matilda Davies, córka Sary, była także chrześnicą królowej Wiktorii. Poślubiła odnoszącego sukcesy lekarza z Lagos, Johna K. Randle’a. Wielu potomków Sary mieszka obecnie w Anglii lub w Sierra Leone, podczas gdy osobna gałąź, arystokratyczna rodzina Randle z Lagos, pozostaje znacząca we współczesnej Nigerii.

## Śmierć i upamiętnienie

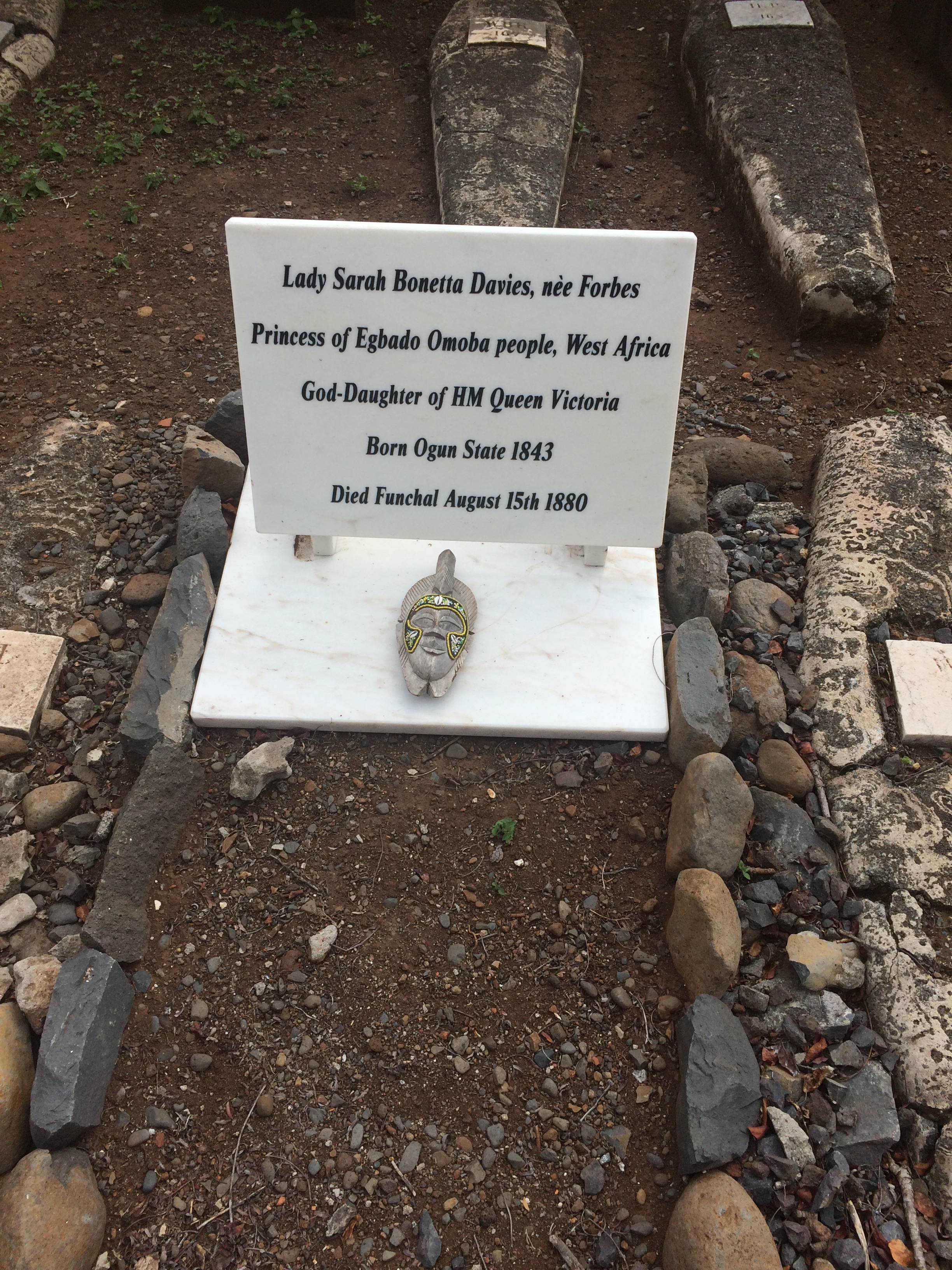
Grób Sary Forbes Bonetta na Maderze

Sara Forbes Bonetta zmarła na gruźlicę 15 sierpnia 1880 w mieście Funchal, stolicy Madery, portugalskiej wyspy na Oceanie Atlantyckim.
Jej mąż, kapitan Davies, wzniósł ku jej pamięci granitowy pomnik w kształcie obelisku o wysokości ponad ośmiu stóp w Ijon, w zachodniej części Lagos, gdzie założył farmę kakao.
Grób Sary ma numer 206 na brytyjskim cmentarzu Funchal w pobliżu anglikańskiego kościoła Świętej Trójcy, Rua Quebra Costas Funchal, Madera.
Sara została przedstawiona przez Zaris-Angel Hator w serialu telewizyjnym Victoria w 2017 roku.